# 水委三
水委三（η Phe，凤凰座η）是凤凰座的一颗恒星，视星等为+4.36，距离地球约246光年。